# Русский балет Монте-Карло
Русский балет Монте-Карло (фр. Ballet Russe de Monte Carlo) — балетная компания, созданная в 1932 году и разделившаяся в 1936 году на две самостоятельные антрепризы: полковника В. де Базиля и Рене Блюма (начавшая выступать после раздела прав и имущества как Оригинальный русский балет (фр. Original Ballet Russe) и антрепризу Сержа Дэнема (1938—1963).

## Названия
В энциклопедическом словаре В. А. Кулакова и В. М. Паппе в названии антрепризы Рене Блюма и полковника В. де Базиля использовано множественное число: Русские балеты Монте-Карло (фр. Les Ballets Russes de Monte Carlo). Вероятнее всего, это целесообразно для избежания путаницы и противопоставления антрепризе С. Дэнема Русский балет Монте-Карло (фр. Le Ballet Russe de Monte Carlo). Е. Я. Суриц обращала внимание на то, что название как в единственном, так и во множественном числе встречалось в анонсах балетов на протяжении 30 лет вплоть до начала 1960-х годов. Под одним и тем же названием выступали две разные, хотя и взаимосвязанные общим корнем, труппы: с 1932 по 1935 год антреприза Рене Блюма и полковника В. де Базиля, с 1938 по 1963 год антреприза С. Дэнема.

## Антреприза Рене Блюма и полковника де Базиля
«Русский балет Монте-Карло» был основан в 1932 году на базе балетных трупп Оперы Монте-Карло и «Русской оперы» в Париже, созданных после смерти С. П. Дягилева. Директором труппы стал полковник де Базиль (один из псевдонимов Василия Воскресенского), художественным руководителем — Рене Блюм. Первый спектакль новая компания представила 17 января 1932 года в Опере Монте-Карло. Балетмейстерами были приглашены Леонид Мясин и Джордж Баланчин — последний в результате интриг вскоре был вынужден покинуть труппу. С 1933 года главным балетмейстером труппы стал Мясин.
Труппа позиционировала себя в качестве преемника «Русских балетов Дягилева». В 1932—1935 годах труппа выезжала на гастроли в Бельгию, Нидерланды, Париж, Лондон, Нью-Йорк.
В Русском балете Монте-Карло» участвовали такие артисты как Александра Данилова, Валентина Блинова, Леон Войциковский, Игорь Юшкевич, Валентин Фроман, «бэби-балерины» Тамара Туманова, Ирина Баронова и Татьяна Рябушинская.
Наиболее плодотворным периодом деятельности «Русского балета Монте-Карло» (с 1935 — «Русского балета полковника де Базиля») принято считать время 1933—1936 годов, когда главным балетмейстером был Леонид Мясин, поставивший восемь балетов, три из которых были впервые созданы в новом жанре балета-симфонии: «Предзнаменования» (1933), «Хореартиум» (1933) и «Фантастическая симфония» (1936).
В 1935 году между Рене Блюмом и полковником де Базилем произошёл разрыв, дошедший до судебного процесса, после которого труппа разделилась на «Балет Монте-Карло» (1936—1938) под руководством Рене Блюма, с которым работал Леонид Мясин и «Русский балет полковника де Базиля», выступавшая под различными названиями (после 1939 года — «Оригинальный Русский балет»), с которым работали Михаил Фокин и Бронислава Нижинская.

## Антреприза Сержа Дэнема
В 1938 году на основе труппы Рене Блюма «Балет Монте-Карло» (фр. Ballet de Monte Carlo) была создана новая расширенная антреприза, которую возглавил Серж Дэнем (Serge Denham — настоящее имя выходца из России Сергей Иванович Докучаев (1896—1970, Нью-Йорк)), а в 1938—1945 годах её главным балетмейстером был Леонид Мясин. В 1939 году труппа С. Дэнема отправилась в США, где сменила название Р. Блюма на «Русский балет Монте-Карло» (фр. Le Ballet Russe de Monte Carlo). Репертуар состоял как из некоторых балетов Михаила Фокина дягилевских «Русских сезонов», так и постановок Леонида Мясина. Ведущей солисткой труппы на выступлениях в США в 1938—1952 годах была Александра Данилова. В спектаклях танцевали Фредерик Фраклин, Мария Толчиф (1942—1947), Юрий Зорич, Ивонн Джойс Крейг, Нина Новак, Равен Уилкинсон, Марк Платт, Леон Даниелян. Хореографы Фредерик Аштон, Агнес де Милль, Рут Пейдж, Валери Беттис ставили свои балеты силами труппы. Фредерик Аштон свой первый балет для зарубежной компании, которой стала труппа «Русский балет Монте-Карло», создал в 1939 году — «Каникулы дьявола» (Devil’s Holiday).
После начала Второй мировой войны «Русский балет Монте-Карло» гастролировал в Соединенных Штатах Америки. В городах и населенных пунктах страны компания представляла балет зрителям, которые никогда не могли присутствовать на спектаклях классического танца. С 1939 по 1944 год с балетом сотрудничал художник Сальвадор Дали, создавший декорации и костюмы к постановкам Леонида Мясина «Вакханалия» (1939), «Лабиринт» (1941) и «Безумный Тристан» (1944). После войны деятельность антрепризы постепенно затухала из-за отсутствия новых постановок, и в начале 1960-х годов труппа прекратила существование.
Ведущие артисты упомянутых трупп впоследствии основали танцевальные школы и компании на всей территории Соединенных Штатов и Европы, передавая традиции русского балета будущим поколения американцев и европейцев, внеся огромный вклад в развитие балетного искусства во многих странах мира.
Об истории «Русского балета Монте-Карло» в 2005 году в США Дэн Геллер (Dan Geller) и Даяна Голдфайн (Dayna Goldfine) сняли документальный фильм «Русские балеты» (Ballets Russes) с участием Ирины Бароновой, Фредерика Франклина, Натальи Красовской, Алисии Марковой, Татьяны Рябушинской, Мии Славенской и др.

## Постановки
Балетмейстера Джорджа Баланчина
- 1932
  - «Конкуренция» на музыку Орика[4]
  - «Котильон» на музыку Шабрие и Риети[4]
  - «Мещанин во дворянстве» на сюиту Рихарда Штрауса[15]

Балетмейстера Леонида Мясина
- 1932 — «Детские игры» на музыку Ж. Бизе[6][9]
- 1933
  - «Предзнаменования» на музыку Пятой симфонии П. И. Чайковского[9]
  - Возобновление балета «Прекрасный Дунай» на музыку И. Штрауса и Й. Ланнера[16]
  - «Хореартиум» на музыку Четвёртой симфонии И. Брамса[9]
- 1935 — «Общественные сады» на музыку В. А. Дукельского, Чикаго[17] — антреприза полковника де Базиля (корректный перевод: «Общественный сад»)
- 1936 — «Фантастическая симфония» на музыку Г. Берлиоза[9]
- 1938
  - «Парижское веселье» на музыку Ж. Оффенбаха
  - «Достославнейшее видение» на музыку П. Хиндемита
- 1939 — «Вакханалия» на музыку из оперы Р. Вагнера «Тангейзер», либретто и оформление Сальвадора Дали для труппы С. Дэнема
- 1941 — «Лабиринт», сюрреалистический балет на музыку 9-й симфонии Ф. Шуберта, сценарий и сценография С. Дали для труппы С. Дэнема
- 1954 — «Гарольд в Италии» на музыку одноимённой симфонии Берлиоза для труппы С. Дэнема[18] (датирование 1951 годом[6] представляется неточным)

Балетмейстера Бориса Романова
- 1936 — «Щелкунчик»[19]

## Наследие
Многие из главных танцоров труппы и кордебалета основали собственные танцевальные школы и труппы по всей Америке и Европе, обучая русским балетным традициям поколения американцев и европейцев.

### Хореографы и главные танцоры
- Джордж Баланчин — основал Школу американского балета (SAB) и Нью-Йорк Сити балет, для которых он создавал произведения на протяжении 40 лет.
- Александра Данилова — преподавала в течение 30 лет в SAB
- Леон Даниелян — служил директором SAB с 1967 по 1980 годы[20].
- Мария Толчиф — танцевала в Нью-Йорк Сити балет в течение многих лет и была представлена в хореографии Баланчина, созданной для неё.
- Роя Кюри — протеже Давид Лишин и ведущая танцовщица в «Русском балете Монте-Карло», она основала школу в северной части штата Нью-Йорк в 1950 году.
- Фредерик Франклин — стал директором Национального балета Вашингтона, округ Колумбия, консультировал Танцевальный театр Гарлема, а также выступал до девяноста лет.

## Видео
- Полная версия фильма Gaîté parisienne - Ballet Russe de Monte Carlo  на YouTube — хореография Леонида Мясина, музыка Жака Оффенбаха в аранжировке Мануэля Розенталя (Manuel Rosenthal). Фильм снимал Виктор Йессен (Victor Jessen) на спектаклях Русского балета Монте-Карло с 1944 по 1954 год, монтаж произведён согласно звукозаписи, сделанной около 1954 года.